# Собачий пляж
«Собачий» — пляж у Приморському районі міста Одеси. Розташований між пляжами «Дельфін» та «Отрада» Дістатись до пляжу можна з провулку Дунаєва, через Трасу здоров'я. Пляж вважається неофіційним, не обладнаний шезлонгами. Назва "собачий" виникла через те, що на ньому традиційно відпочивають господарі з собаками.